# Marco Brand
Marco Brand (ur. 31 stycznia 1957 roku w Mediolanie) – włoski kierowca wyścigowy.

## Kariera
Brand rozpoczął międzynarodową karierę w wyścigach samochodowych w 1978 roku od startów w Renault 5 Cup Italy, gdzie jednak nie zdobył punktów. W późniejszych latach pojawiał się także w stawce Włoskiej Formuły 3, Europejskiej Formuły 2, Europejskiej Formuły 3, Peugeot-Talbot Cup Italy, Renault Alpine V6 Europe, European Touring Car Championship, Italian Touring Car Championship, Italian Super Touring Car Championship, World Sports-Prototype Championship, Sportscar World Championship, Interserie Div. 1, Italian Super Touring Car Championship, Global GT Championship, FIA GT Championship oraz Belgian Procar.
W Europejskiej Formule 2 Włoch wystartował w 1981 roku, jednak w jedynym wyścigu nie zdobył punktów.